# フリブール大学

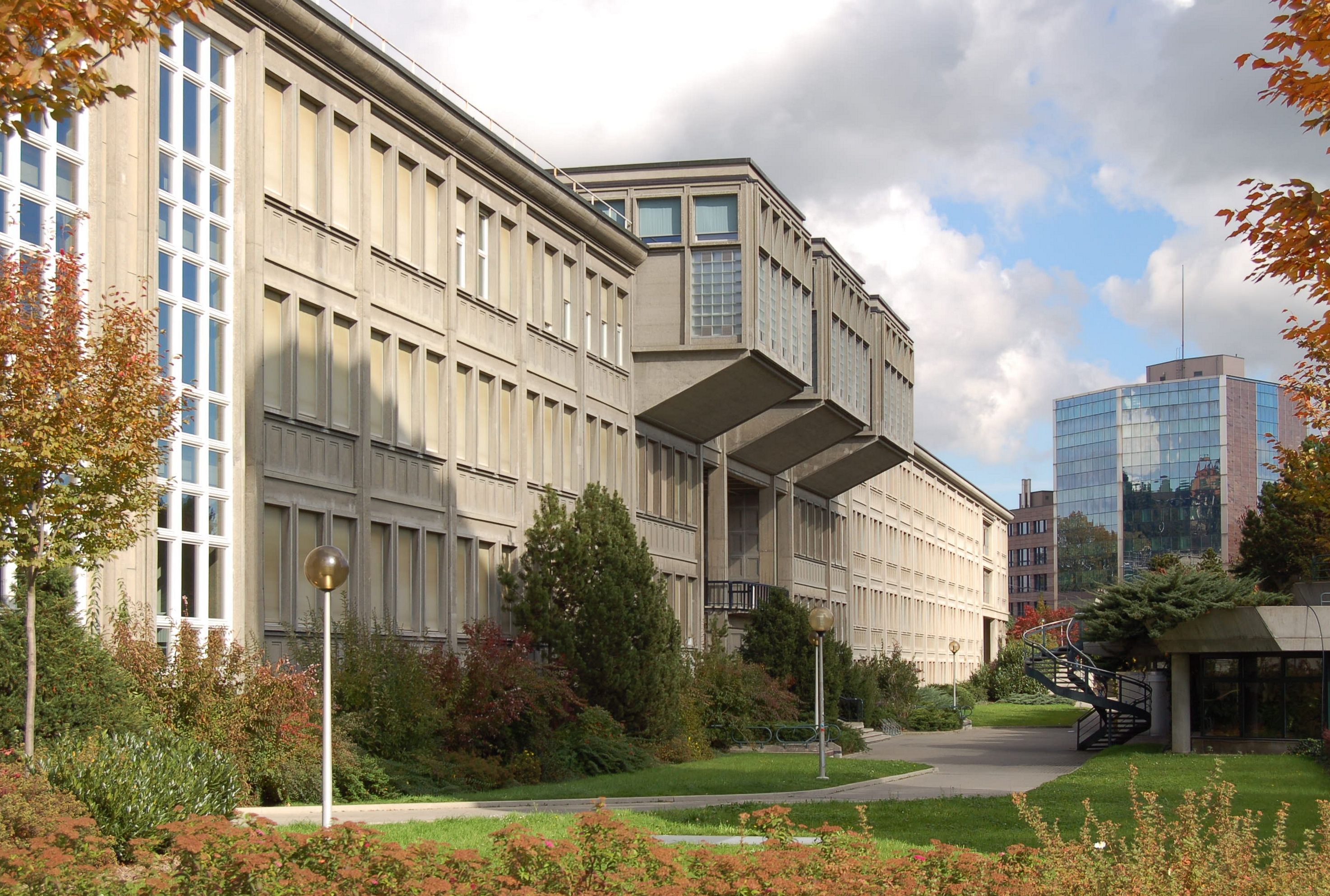
フリブール大学の本館

フリブール大学（フランス語: Université de Fribourg、ドイツ語: Universität Freiburg〈フライブルク大学〉）は、スイス・フリブール（フライブルク）の州立大学。フランス語とドイツ語の二言語を公用語とする。

## 学部
以下の6学部を置く。
- 神学部（Faculté de théologie）
- 法学部（Faculté de droit）
- 文学部（Faculté des lettres et des sciences humaines）
- 経済社会科学経営学部（Faculté des sciences économiques et sociales et du management）
- 理医学部（Faculté des sciences et de médecine）
- 教育学・職業訓練学部（Faculté des sciences de l'éducation et de la formation）[注釈 1]